# Kieker
Der Kieker (vgl. kieken: sehen) bezeichnet speziell in Norddeutschland ein Fernrohr oder ein (Prismen-)Fernglas. Das Wort ist ein Fremdwort aus der niederdeutschen Sprache.
In der eigentlichen Bedeutung wird es nur selten im Hochdeutschen benutzt, hauptsächlich als Ausdruck für „Fernglas“ in der an niederdeutschen Ausdrücken angereicherten Seemannssprache.
Weit verbreitet ist es hingegen in der Redewendung Jemanden auf dem Kieker haben. Ursprünglich bedeutet diese Redewendung, dass jemand durch ein Fernrohr oder Fernglas genau beobachtet wird. In der heutigen, übertragenen Bedeutung steckt dahinter, dass jemandem genau auf die Finger gesehen wird, in der Hoffnung, dass dieser etwas falsch macht und dann kritisiert werden kann.